# Аугусто де Лука
Аугусто де Лука (итал. Augusto De Luca; Напуљ, 1. јул 1955) италијански је фотограф.

## Биографија
Аугусто де Лука рођен је у Напуљу 1955. године. Де Лука је дипломирао права, а професионални фотограф постао је средином седамдесетих година 20. века, радећи истовремено традиционалну и експерименталну фотографију. Са својим стилом, пролазио је кроз више фотографских жанрова, користио многе материјале, увек покушавао са својим снимцима да побољша основне елементе, те тежио да ствара слике у којима се облици и знаци комбинују на начин који подсећа на метафизичку атмосферу. Његове фотографије су изложене у многим галеријама, посебно у Италији.
Де Лука је творац многих фотографских рекламних кампања, као и књига о фотографији. Такође, предавао је фотографију у „Монтечиторио клубу“ у италијанском парламенту. Године 1996, Де Лука је добио награду „Чита ди Рома“, заједно са Ениом Мориконеом, за књигу Roma Nostra. „Телеком Италија“ га је ангажовала за пројектовање посебне едиције телефонских картица, на којима се налазе знаменитости Напуља, Париза, Даблина, Берлина и Брисела.

## Галерија слика
- Иза Данијели (глумица)
- Кончета Бара (глумица)
- Рик Вејкмен (музичар)
- Пупела Мађо (глумица)
- Лина Састри (глумица)

- Рим
- ‪Рим‬
- ‪Болоња‬
- Фиренца
- Фиренца
- Фиренца